# Roy Campanella
Roy Campanella, soprannominato Campy (Filadelfia, 19 novembre 1921 – Los Angeles, 26 giugno 1993), è stato un giocatore di baseball statunitense di ruolo ricevitore che ha giocato per tutta la carriera con i Brooklyn Dodgers della Major League Baseball (MLB). È stato introdotto nella National Baseball Hall of Fame nel 1969.

## Carriera
Campanella iniziò a giocare nelle Negro League nella Lega Messicana per diverse stagioni prima di passare alle Minor League nel 1946. La prima stagione di Jackie Robinson nelle Major League fu nel 1947, mentre Campanella debuttò nella MLB con i Brooklyn Dodgers l'anno seguente, giocando la sua prima gara il 20 aprile 1948. Fu convocato per l'All-Star Game ogni anno dal 1949 al 1956, il primo afroamericano a ricevere tale convocazione. Nel 1950 colpì un fuoricampo per cinque gare consecutive, un'impresa che un giocatore dei Dodgers non ripeté fino al 2001.
Campanella fu premiato come MVP della National League per tre volte: nel 1951, 1953 e 1955; in ognuna di quelle stagioni batté con più del .300, colpì più di 30 fuoricampo e ebbe più di 100 punti battuti a casa. I suoi 142 RBI del 1930 superarono il record di franchigia di 130, detenuto da Jack Fournier (1925) e Babe Herman (1930), e rimangono il secondo risultato della storia dei Dodgers, dopo i 153 di Tommy Davis nel 1962. Quell'anno, Campanella colpì 40 home run in gare che giocò come catcher, un record che durò fino al 1996, quando fu superato da Todd Hundley.
Nel 1955, la sua ultima stagione da MVP, aiutò i Dodgers a conquistare le World Series contro i New York Yankees. Nel 1957 i Dodgers si trasferirono a Los Angeles, ma Campanella non poté mai giocare nella nuova città a causa di un incidente stradale quasi mortale che lo lasciò paralizzato dalle spalle in giù. Grazie alle terapie fisiche, riuscì a recuperare parte della funzionalità delle gambe e delle braccia, ma necessitò sempre di una sedia a rotelle per spostarsi per il resto della vita. Nel 1999 fu inserito da The Sporting News‍ al 50º posto nella classifica dei migliori cento giocatori di tutti i tempi.

## Palmarès

### Club
- World Series: 1

Brooklyn Dodgers: 1955

### Individuale
- MVP della National League: 3

1951, 1953, 1955
- MLB All-Star: 8

1949–1956
- Leader della National League in punti battuti a casa: 1

1953
- Numero 39 ritirato dai Los Angeles Dodgers